# Tiền chùa
Tiền chùa (tựa tiếng Anh: Funny Money) là một bộ phim hài hước - tâm lý Việt Nam do đạo diễn Việt kiều Thiện Đỗ thực hiện, được công chiếu ra rạp vào ngày 18 tháng 10 năm 2013. Phim có sự tham gia của Khương Ngọc, Vân Trang và Lều Phương Anh.

## Nội dung
Chuyện phim bắt đầu bằng một tình huống chậm chạp để nói về nguyên nhân Lucky Lộc (Khương Ngọc thủ vai), một anh chàng không rõ nguồn gốc, tìm đến cơ hội làm giàu từ hàng mã. Dù rất giàu nhưng nhân vật Lucky Lộc lại là người rất bủn xỉn. Một ngày nọ, Lộc tình cờ nhặt được tờ 100 ngàn đồng bị rách ở góc và tìm đủ mọi cách để có thể tiêu được đồng tiền này. Sau cùng Lộc cũng thành công khi đẩy đồng tiền đó cho Bích Quyên (Vân Trang thủ vai), một cô gái xinh đẹp làm việc ở cửa hàng hoa.
Từ khi nhận phải đồng tiền rách này, Quyên gặp đủ loại rủi ro trong cuộc sống, từ việc cô bị bạn trai bỏ rơi cho đến chuyện ông chủ cửa hàng hoa sa thải. Khi Hiền (Lều Phương Anh thủ vai) - bạn cùng phòng của Quyên, cầm đồng tiền này để xài thì cô cũng gặp rủi ro y như bạn nên cả hai cô gái đều kinh sợ và xem đó là đồng tiền xui xẻo.
Cùng lúc đó, Lộc cũng gặp vô số rủi ro từ khi bỏ đồng tiền này và câu chuyện lại đảo ngược khi Lộc tìm đủ mọi cách để lấy lại đồng tiền.
Lộc và Quyên gặp nhau để thỏa thuận về việc trả lại đồng tiền cho Lộc, Lộc đồng ý với điều kiện của Quyên là đưa cô đi nghỉ ở đảo Langkawi. Quyên phát hiện ra mình đã có thai với người yêu cũ, nhưng anh chàng người yêu cũ quay về đòi xét nghiệm DNA đứa bé nên Quyên nổi giận đuổi anh ta đi. Thời gian này Lộc đang hợp tác với một doanh nhân người nước ngoài tên Peter Chang, nhưng ông này lại chính là trùm đường dây làm tiền giả và ông ta đang lợi dụng Lộc. Bọn thuộc hạ của Peter truy tìm Lộc, có thể chúng muốn thủ tiêu anh.
Quyên gọi điện cho Lộc, tiết lộ rằng cô đã xé tờ 100 ngàn khác đưa cho anh vì đã làm mất tờ tiền gốc. Quyên nói xong thì bị đau bụng và gục ngã. Lộc liền đến nhà Quyên để đưa cô đi bệnh viện, bọn tội phạm cũng đến đây chờ đợi bắt giữ Lộc. May mắn là có một bà già nuôi chó mực cùng với người dân trong xóm ngăn chặn bọn tội phạm nên Lộc và Quyên chạy thoát thành công. Ông trùm Peter và thuộc hạ cuối cùng bị công an bắt giữ. Gió thổi tờ 100 ngàn rách góc bay ra khỏi nhà Quyên và một người đi đường nhặt được nó. Sau này Lộc bỏ nghề bán hàng mã và chuyển qua bán đồ em bé. Lộc và Quyên yêu nhau, họ sống hạnh phúc mãi mãi về sau.

## Diễn viên
- Khương Ngọc vai Lucky Lộc
- Vân Trang vai Bích Quyên
- Lều Phương Anh vai Hiền
- Hiếu Hiền vai Chủ cửa hàng hoa
- Xuân Trang vai Phil Trần
- Mai Thế Hiệp vai Chiến
- Lê Bình vai Thầy bói Sáng
- Huỳnh Văn Đua vai Ông Phúc
- Nguyễn Hậu vai Peter Chang (†)
- Quyền Lộc vai Giang
- Quang Thảo vai Tony
- Thiện Đỗ vai Người ăn xin đánh đàn
- Dư Hải Lâm vai Người ăn xin ca hát
- Tuyền Mập vai Người giúp việc của Lucky Lộc
- Hồng Sáp vai Bà già nuôi chó mực

## Thông tin thêm
- Đây là bộ phim đầu tay của đạo diễn Thiện Đỗ thực hiện tại Việt Nam
- Đây là bộ phim đầu tiên ca sĩ Lều Phương Anh tham gia
- Đây là bộ phim thứ 8 Vân Trang và Khương Ngọc đóng chung với nhau
- Diễn viên Khương Ngọc có sáng tác một ca khúc mang tên "Tiền đùa" để làm nhạc chủ đề cho bộ phim[2]
- Ca khúc "Có bao giờ anh nhớ" là nhạc phim do Lều Phương Anh thể hiện được nhạc sĩ Bảo Thạch sáng tác